# Doh Say Dat
Doh Say Dat (Trinidadian Creole für „Sag das nicht“) ist ein Gesellschaftsspiel, das im Jahr 2013 von Daniella Maraj und Allister Raghunanan entworfen wurde. Es nutzt das Spielprinzip von Tabu, wobei es die Spieler Begriffe aus dem Trinidadian Creole erraten lässt, einer auf dem Englischen basierenden Kreolsprache, die auf Trinidad Umgangssprache ist.

## Idee und Ausstattung
Das Konzept zu Doh Say Dat entwickelte sich aus Tabu-Spieleabenden auf Trinidad, an denen Maraj und Raghunanan teilnahmen und während derer sie beobachteten, dass Spieler auch Formulierungen aus dem Wortschatz des Trinidadian Creole verwendeten, um ihren Mitspielern Hinweise auf zu suchende Begriffe zu geben. Laut Maraj stellt Doh Say Dat insgesamt eine Mischung aus Tabu, Jeopardy!, Scharade und Scattergories dar.
Die Umverpackung des Spiels ist in den Farben der trinidadischen Flagge (schwarz, weiß und rot) gehalten. Enthalten sind Spielkarten mit Begriffen aus dem Trinidadian Creole, die sich von der Anzahl her gleichmäßig auf die vier Kategorien „Orte“, „Phrasen“, „Menschen“ und „Dinge“ verteilen. Die Altersempfehlung „ab 18“ beruht darauf, dass Doh Say Dat als Trinkspiel geeignet ist, worauf in der Spielanleitung hingewiesen wird.

## Spielablauf
Die Spieler teilen sich in mindestens zwei Teams auf und legen fest, wie viele Runden gespielt werden sollen; alternativ kann gespielt werden, bis alle Karten verbraucht sind. Die Teams sind reihum an der Reihe. Für die jeweilige Spielrunde wird ein Moderator außerhalb des aktiven Teams bestimmt, der das Spielgeschehen überwacht. Das aktive Team wählt eine Kategorie, und ein Spieler des Teams zieht eine passende Begriffskarte, die er den Moderator einsehen lässt. Der Kartenbesitzer erklärt dann seinem Team den zu erratenden Begriff, ohne die auf der Karte vermerkten (und dem Moderator bekannten) Stichworte zu benutzen. Das Team hat drei Versuche, den gesuchten Begriff zu erraten.
Für den Fall, dass Doh Say Dat als Trinkspiel genutzt werden soll, empfiehlt die Anleitung, als Regel festzulegen, dass das an der Reihe befindliche Team im Falle erfolgloser Rateversuche alkoholhaltige Getränke konsumieren muss, im Falle erfolgreicher Versuche die gegnerischen Teams.

## Rezeption
Nach der Veröffentlichung des Spiels im Dezember 2013 wurde es zum meistverkauften Gesellschaftsspiel Trinidads. Mittlerweile ist es nicht mehr erhältlich; geplante Sondereditionen mit den Themen Sport und Musik wurden zunächst nicht realisiert. Die Tageszeitung Newsday urteilte, Doh Say Dat biete gleichzeitig Gemeinschaftserlebnis und Spaß und sei ein Spiel „für uns, gemacht von uns“. Der Guardian wertete, das Spiel zeige, „wie schön der Trini-Dialekt ist (…) (und) wie reich unsere Kultur sein kann“. 2018 erschien die Sonderedition Doh Say Dat Music mit Kategorien und Begriffen zu auf Trinidad entstandenen Musikstilen wie Calypso, Chutney, Parang oder Soca.